# 湯馬士·蓋奇
湯馬士·蓋奇（英語：Thomas Gage，1719/1720年3月10日－1787年4月2日），是英國陸軍的一名將軍，在美國獨立戰爭初期擔任北美英軍總司令及麻薩諸塞灣省總督。
蓋奇生於1719年或1720年的英國，為家中庶子。蓋奇的父親為第一代蓋奇子爵，亦名為湯馬士·蓋奇，其爵位在1754年身故後傳予長子、第二代蓋奇子爵威廉·賀爾·蓋奇。
湯馬士·蓋奇在西敏公學畢業，於1741年從軍，後來輾轉透過捐納及內部晉升，獲提拔為陸軍上尉，並以此軍銜參與奧地利王位繼承戰爭及鎮壓第二次詹姆士黨人叛亂。1748年蓋奇再用捐納購得少校軍銜，再於1751年調升中校，開始在英國結下政治網絡。1753年蓋奇與父親一同參選英國國會，卻雙雙落敗。
1755年，蓋奇的部隊調往北美，參與法國印第安人戰爭。戰事期間，蓋奇協助英軍推動輕步兵改革，並在1758年編組了英國陸軍第一支輕步兵軍團，是為第80輕步兵軍團，後來蓋奇又隨英軍北伐魁北克省。1759年蓋奇陞任准將，並在戰後獲任命為蒙特利爾總督。
1763年，蓋奇臨時接任北美英軍總司令一職，在1764年獲得正式任命。其時北美殖民地與英國宗主國的分歧日深，後來更發生連串衝突。當波士頓茶葉事件發生時，蓋奇正在英國與家人休假。事後英國國會通過《強制法案》，解散麻薩諸塞灣的民選政府，而蓋奇則獲任命為新任麻薩諸塞灣省的總督，以執行國會法案。不久蓋奇為徵收殖民地民兵的火藥，而先後觸發1774年火藥危機及1775年列星頓和康科德戰役，美國獨立戰爭由此展開。1775年邦克山戰役後，蓋奇因指揮不善而備受抨擊，被調回英國。北美英軍總司令一職改由威廉·何奧出任。
返國後蓋奇在政治上失勢，留在倫敦一座莊園居住。蓋奇在1787年去世，四年後其長子亨利繼承叔父威廉·賀爾的爵位，而成為第三代蓋奇子爵。蓋奇的幼子亦名為威廉·賀爾·蓋奇，後來成為英國皇家海軍的海軍上將。